# 아이카와촌 (미에현)
아이카와촌(合川村)은 일본 미에현 가와게군에 설치되었던 촌이다. 현재의 스즈카시의 남서단에 해당한다.